# Glomel
Glomel (bretonisch: Groñvel) ist eine französische Gemeinde mit 1.412 Einwohnern (Stand: 1. Januar 2022) im Département Côtes-d’Armor in der Region Bretagne; sie gehört zum Arrondissement Guingamp und zum Kanton Rostrenen. Die Gemeinde gehört dem Kommunalverband Communauté de communes du Kreiz-Breizh an. Die Einwohner werden Glomelois genannt.

## Geographie
Glomel liegt etwa 57 Kilometer südwestlich von Saint-Brieuc. Durch die Gemeinde führt der Canal de Nantes à Brest. Umgeben wird Glomel von den Nachbargemeinden Maël-Carhaix im Norden, Kergrist-Moëlou im Nordosten, Rostrenen im Osten, Mellionnec im Südosten, Plouray im Süden, Langonnet im Westen und Südwesten sowie Paule im Westen.
Durch den nördlichen Teil der Gemeinde führt die Route nationale 164.

## Bevölkerungsentwicklung
| Jahr                      | 1962 | 1968 | 1975 | 1982 | 1990 | 1999 | 2006 | 2013 |
| Einwohner                 | 2466 | 2132 | 1756 | 1534 | 1457 | 1460 | 1402 | 1427 |
| Quelle: Cassini und INSEE |      |      |      |      |      |      |      |      |

## Sehenswürdigkeiten
Siehe auch: Liste der Monuments historiques in Glomel
- Menhir von Glomel mit einer Höhe von 8,5 Metern
- Menhir von Coat-Couravel
- Tumulus von Goachauter, seit 1970 Monument historique
- Kirche Saint-Germain aus dem 15. Jahrhundert
- Kirche von Trégornan, Anfang des 16. Jahrhunderts erbaut
- Kapelle Saint-Michel, in der zweiten Hälfte des 16. Jahrhunderts erbaut
- Kapelle Saint-Conogan, Anfang des 17. Jahrhunderts erbaut
- Kapelle Sainte-Christine aus dem 17. Jahrhundert
- Schloss Coatcouraval, im 15. Jahrhundert erbaut
- Schloss Ker-Saint-Éloy aus dem 13. Jahrhundert, Umbauten aus dem 18. Jahrhundert

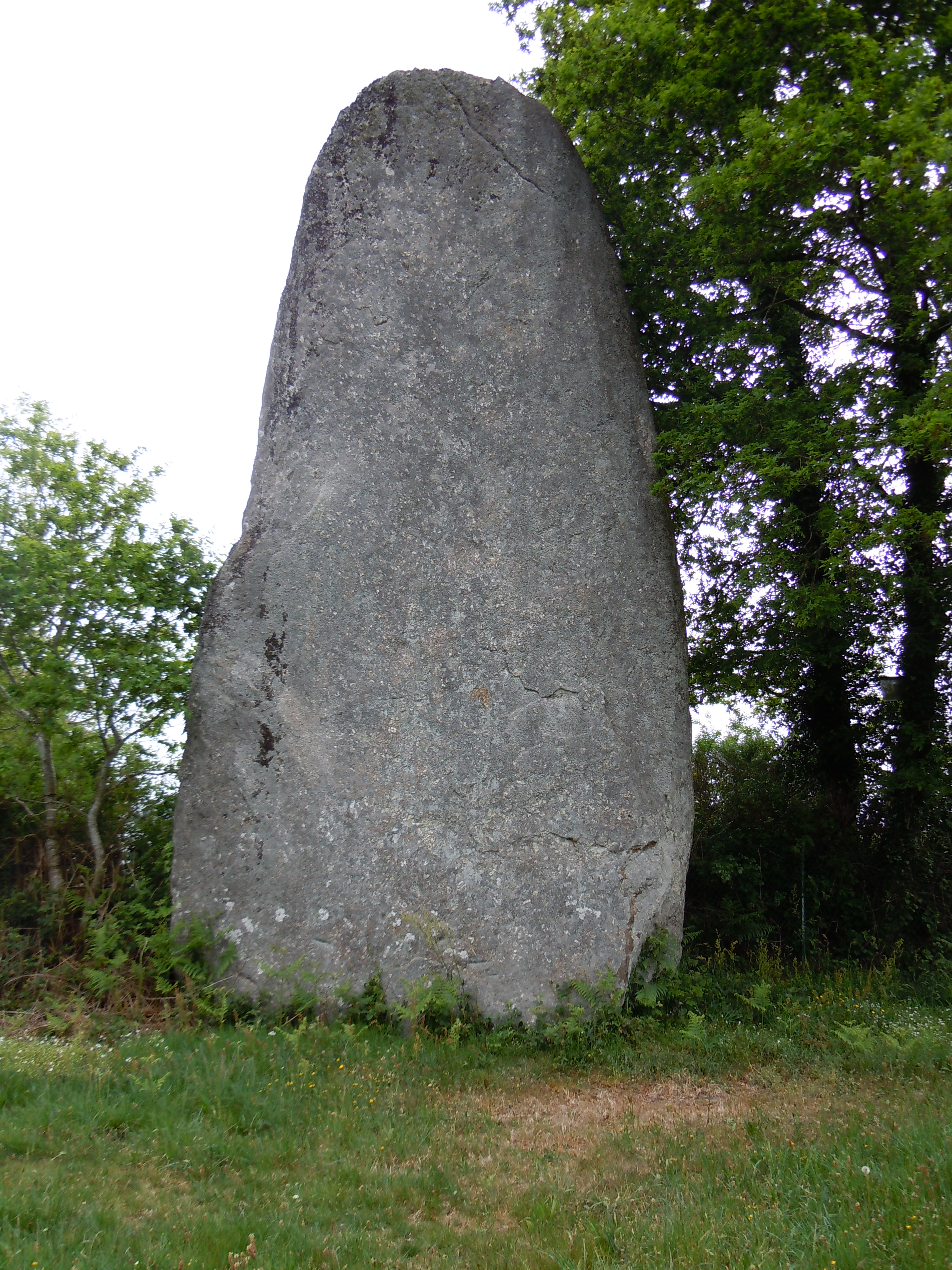
Menhir von Glomel, Monument historique
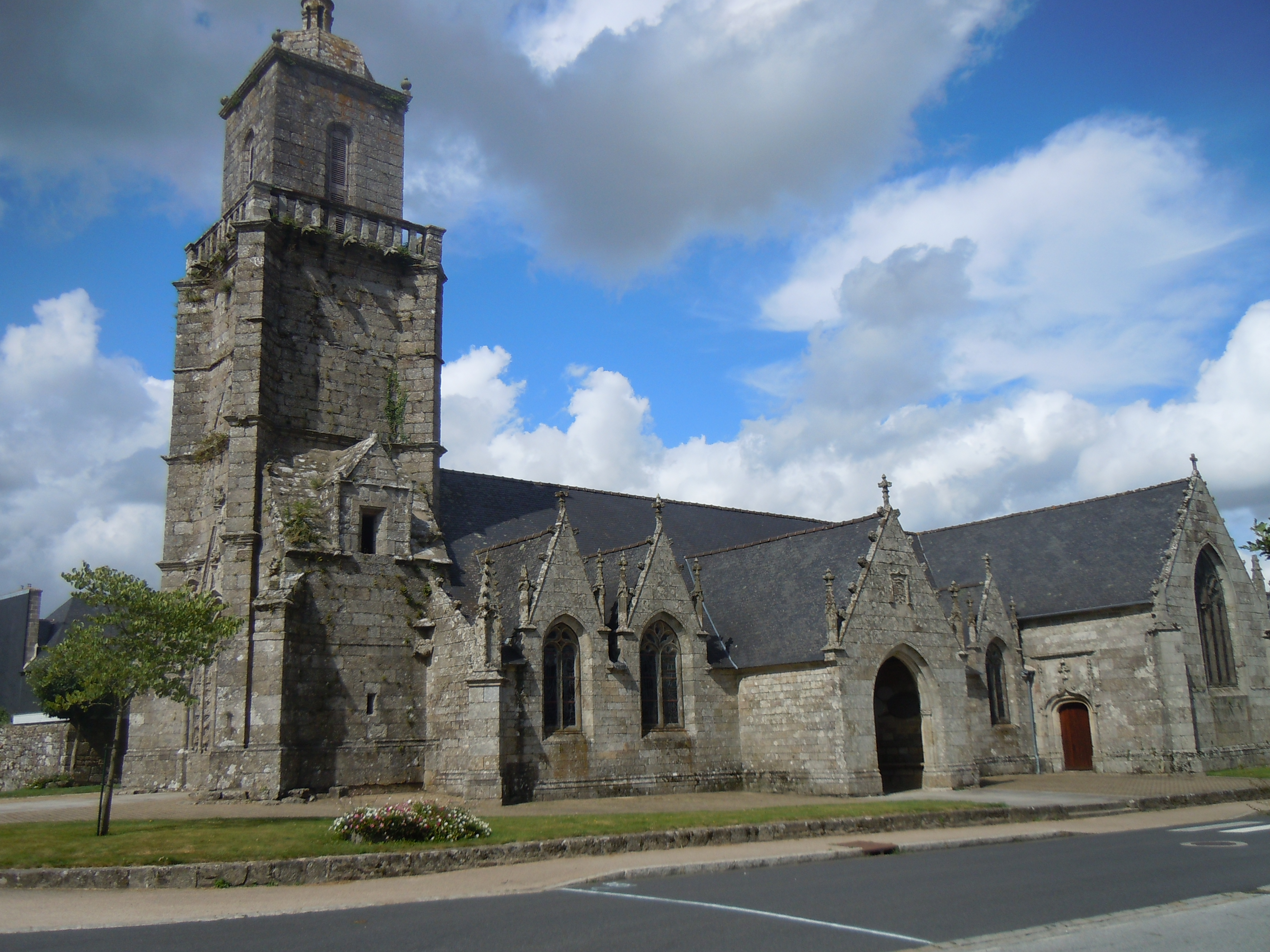
Kirche Saint-Germain
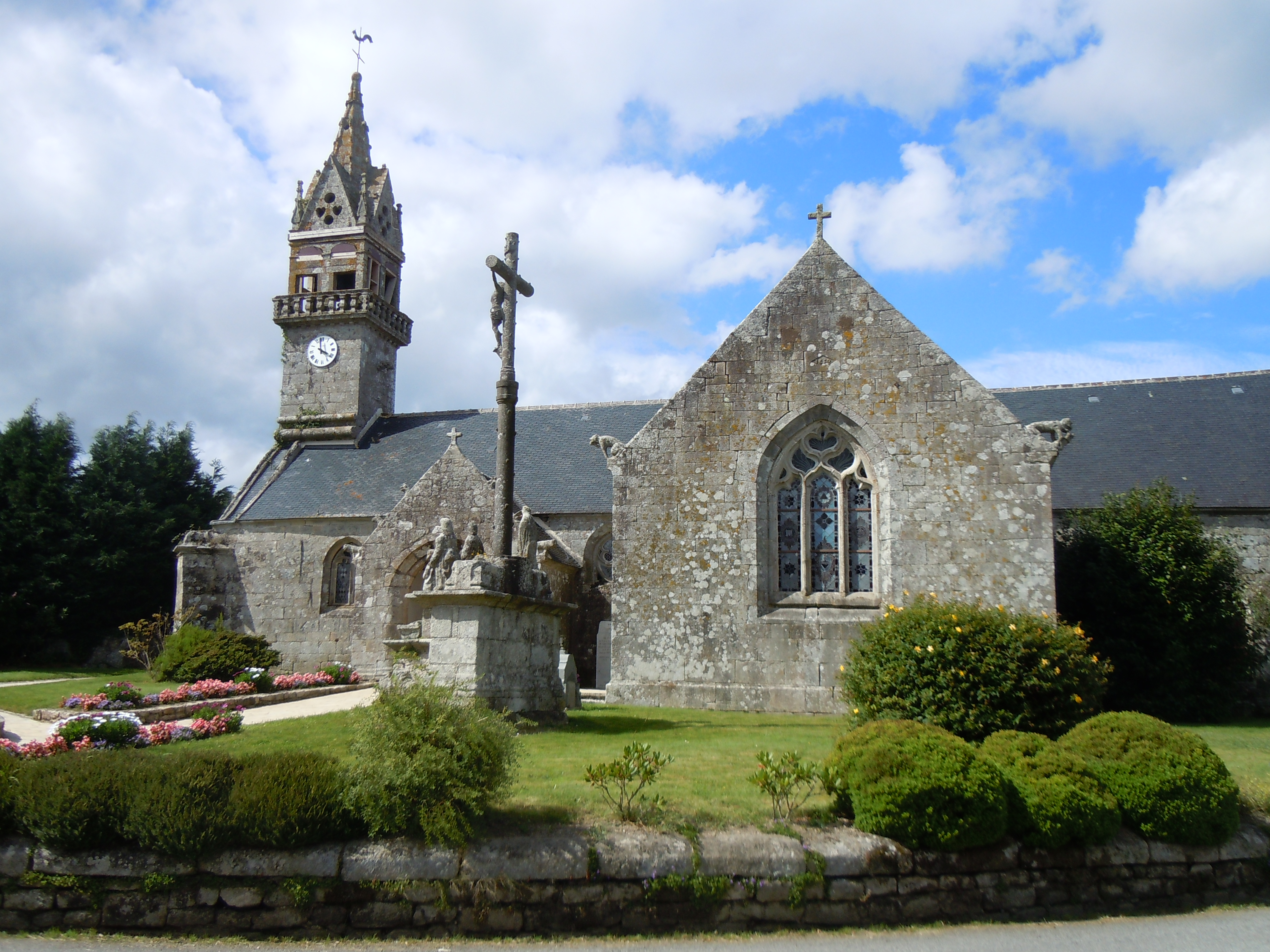
Kirche Trégornan
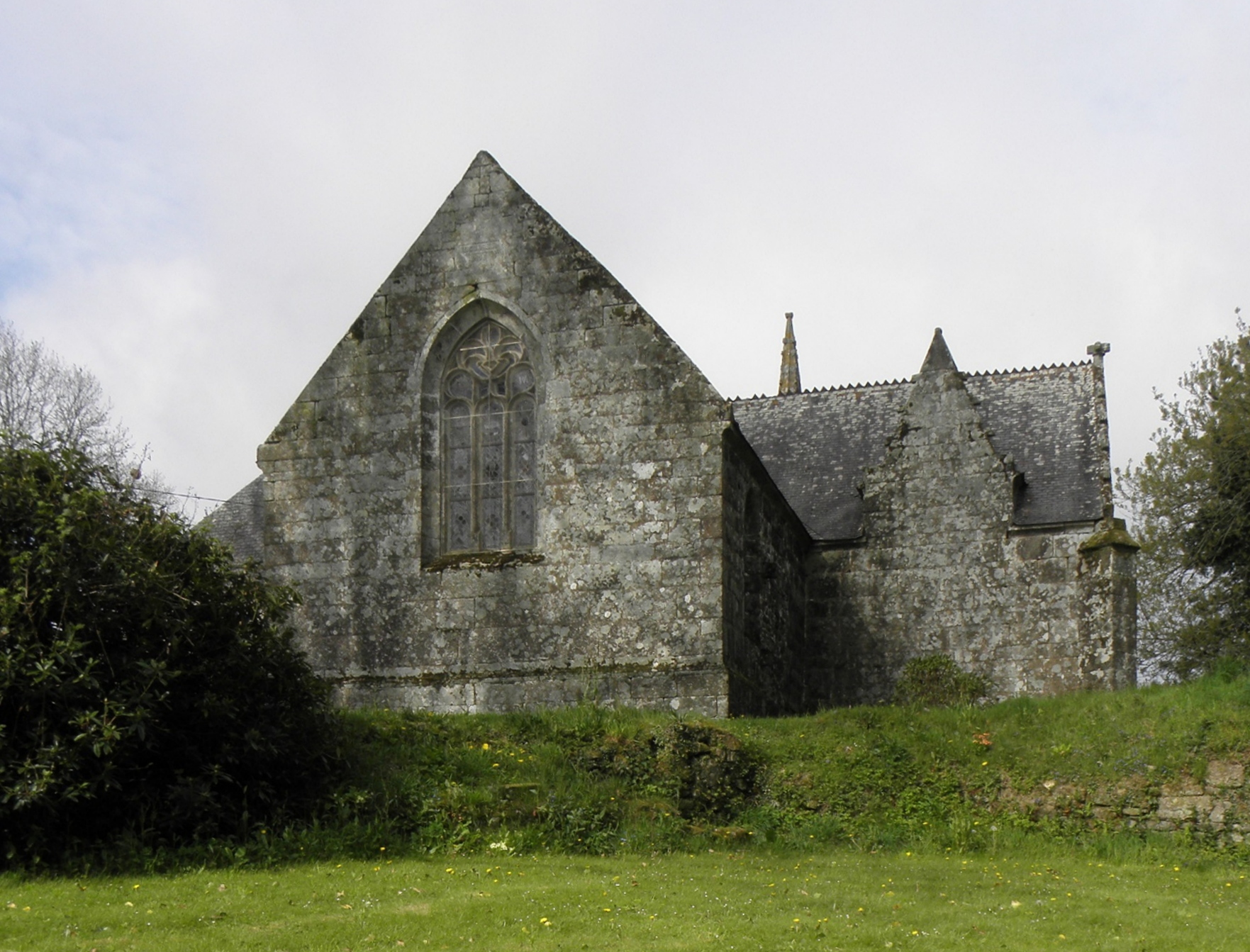
Kapelle Saint-Michel
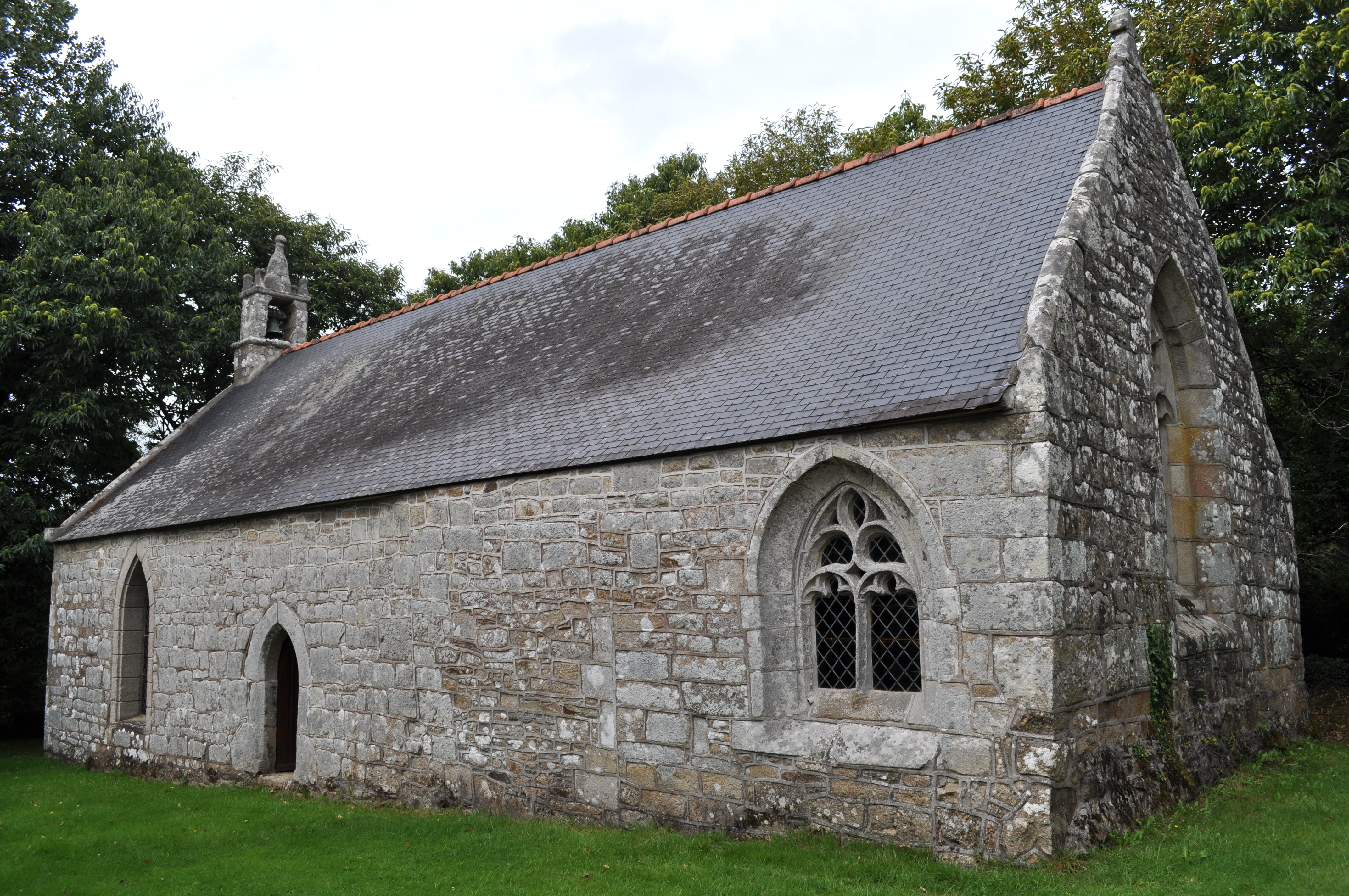
Kapelle Saint-Conogan
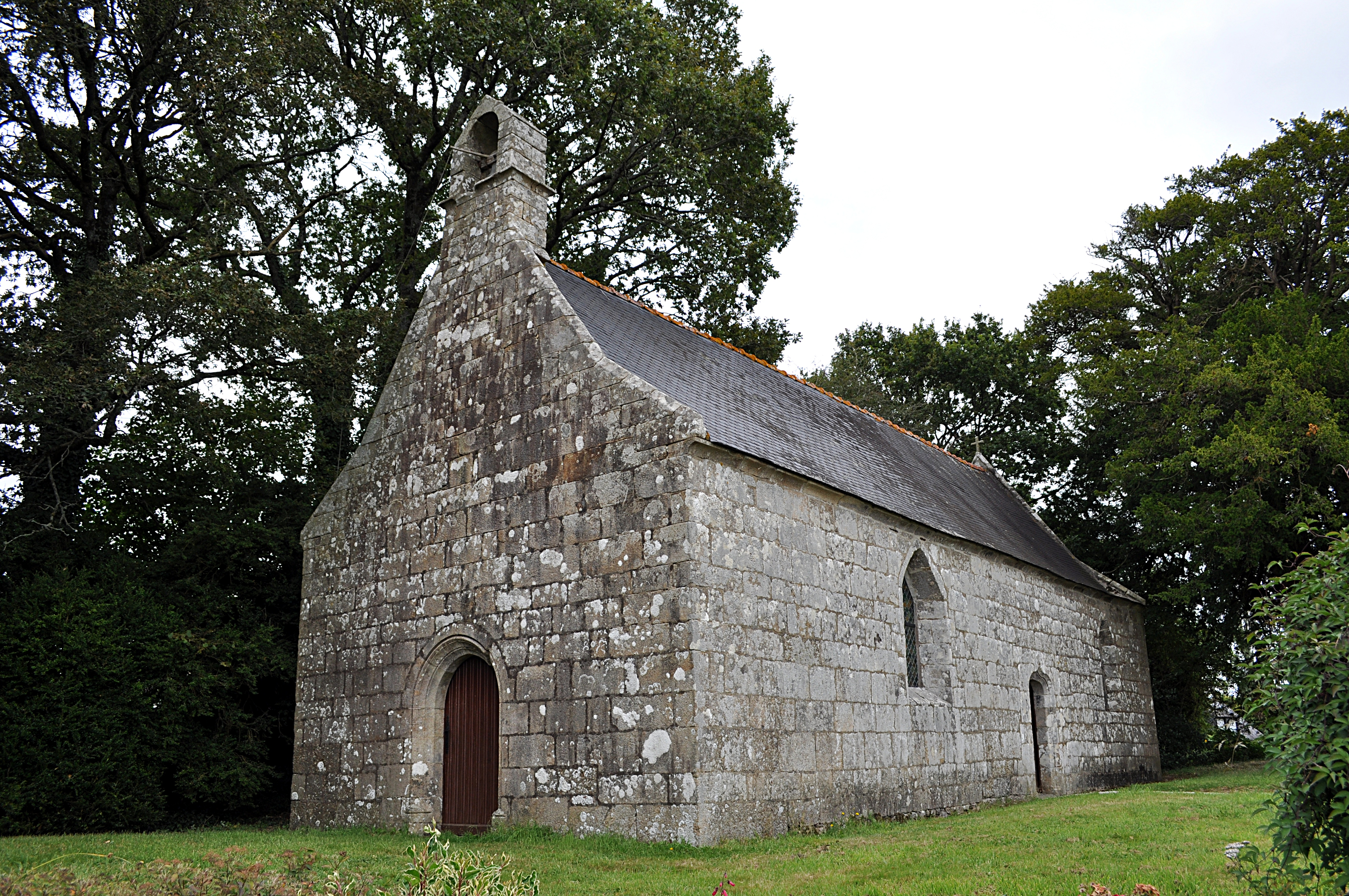
Kapelle Sainte-Christine
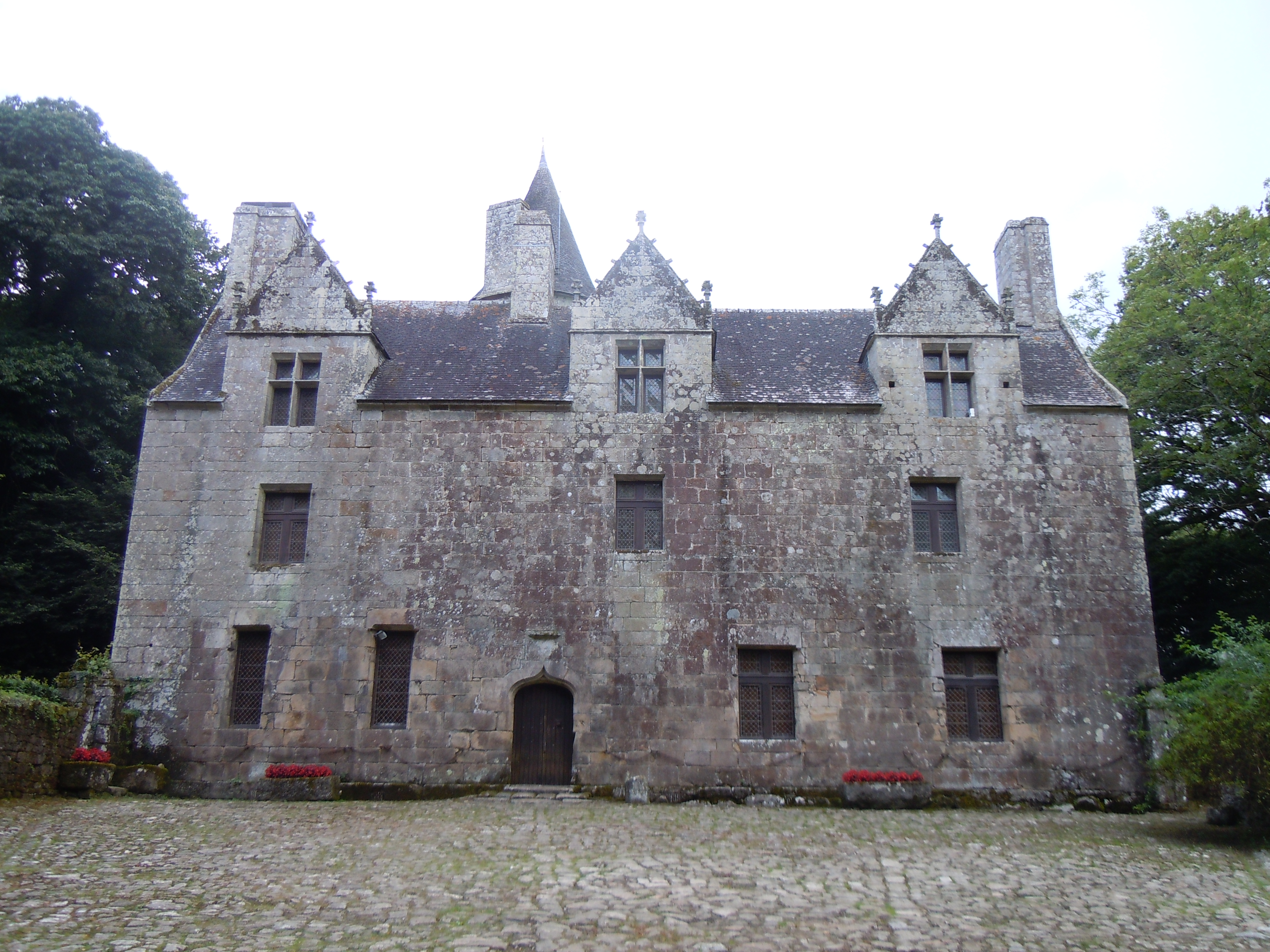
Schloss Coatcouraval

## Gemeindepartnerschaften
Mit der spanischen Ortschaft Tazones in der Gemeinde Villaviciosa in Asturien und der irischen Gemeinde Camp in der Grafschaft Kerry bestehen Partnerschaften.